# 大卫·兰
大卫·兰（1981年5月16日—）是一名爱沙尼亚足球运动员，现在效力于芬兰足球超级联赛球队雅罗，司职后卫。